# Náprava s torzní tyčí

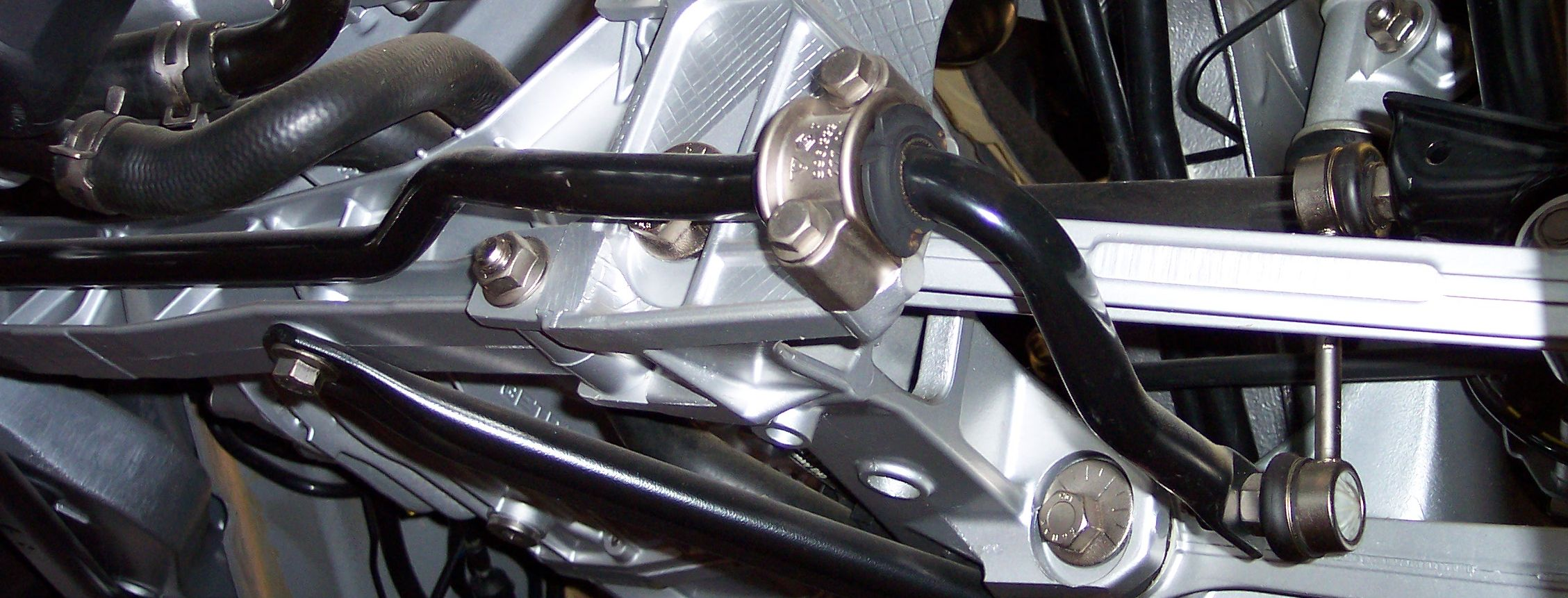
Torzní tyč (černá) na zadní nápravě u vozu Porsche

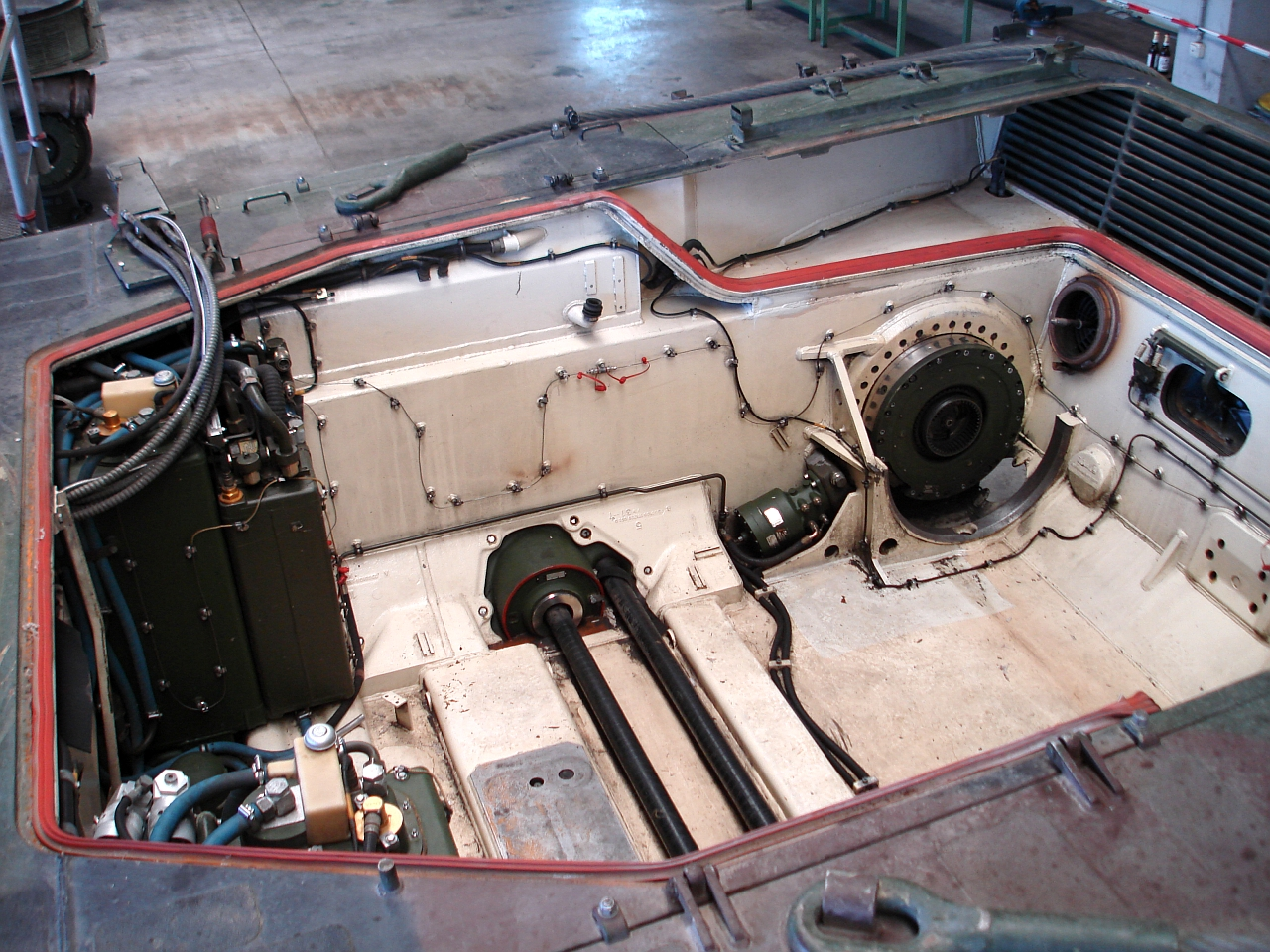
Torzní tyč ve strojovně tanku Leopard 2.

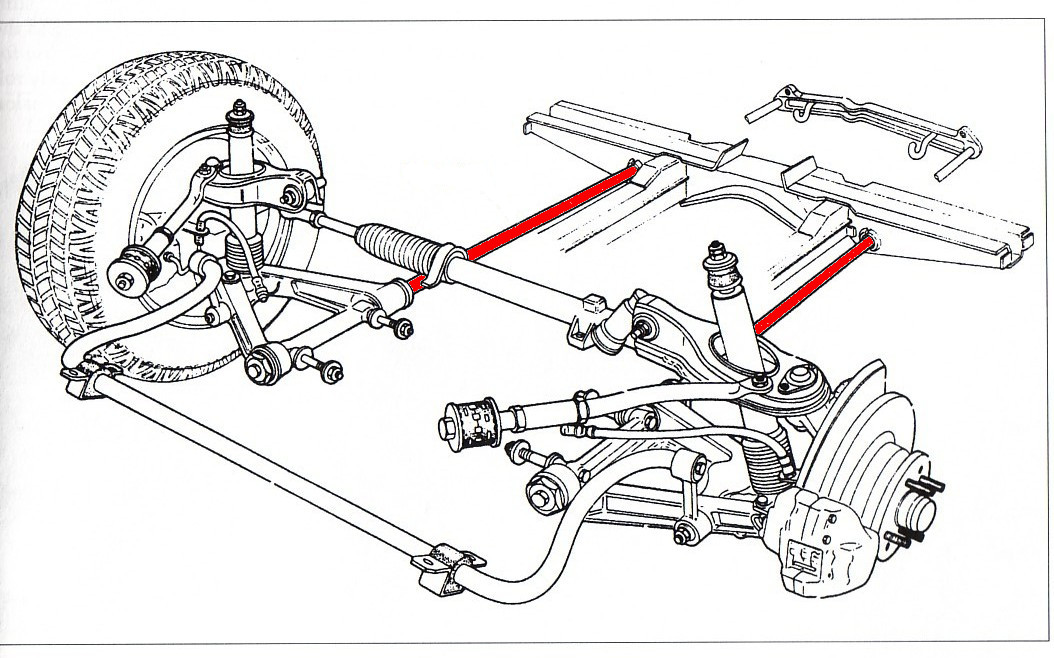
Schéma přední nápravy.

Náprava s torzní tyčí je označení pro takovou nápravu vozidla, která pro odpružení používá torzní (zkrutnou) tyč. V nejjednodušším případě je jeden konec dlouhé kovové tyče, uložené příčně vůči vozidlu, ukotven ve skeletu vozidla, zatímco na opačný konec je namontována páka probíhající podélně a na ní je závěs kola. Svislý pohyb kola způsobuje, že se tyč zkrucuje okolo své osy a klade pružný odpor. Účinná pružnost je dána délkou a průměrem tyče a vlastnostmi materiálu, z nějž je zhotovena.

## Historie, příklady použití
Náprava s torzní tyčí se často používá u užitkových vozidel a SUV automobilek Ford, Dodge, General Motors, Delica a Toyota; torzními tyčemi jsou vypružena pojezdová kola některých tanků, např. všech sovětských a ruských tanků počínaje typem T-44.
Před druhou světovou válkou měl vůz Citroën Traction Avant (1934) s přední poháněnou nápravou obě nápravy odpruženy torzní tyčí, přední nápravu nezávisle, zadní s pevnou osou. Československé vozy Tatra konstruované profesorem Hansem Ledwinkou v polovině 30. let 20. století měly na všech kolech nezávislé odpružení torzní tyčí, společně se vzduchem chlazeným motorem vzadu. Také prototypy vozu Volkswagen Brouk ve 30. letech obsahovaly torzní tyče, zvláště v příčné montáži. Ledwinkovu koncepci okopíroval Ferdinand Porsche, jehož následníci později potvrdili vliv Ledwinkových modelů Tatra na vůz Kdf-Wagen z roku 1938 (později známý jako VW Brouk), jejž Porsche zkonstruoval, za což v rámci poválečného procesu zaplatil Volkswagen v roce 1961 firmě Ringhoffer-Tatra vyrovnání ve výši 3 milionů marek.
Systém byl též uplatněn u mnoha nových konstrukcí obrněných vozidel během druhé světové války. Byl významně použit u evropských vozidel Renault, Citroen a Volkswagen, stejně jako v 50. letech u firmy Packard. Packard používal torzní tyče vpředu i vzadu a propojoval přední a zadní nápravu pro zlepšení jízdních vlastností. Nejoblíbenější aplikací u amerických osobních vozidel byl systém Chrysler, používaný od modelového roku 1957, byť Chryslerova náprava "Torsion-Aire" byla pouze vpředu. Stejný základní systém podélné montáže byl udržován do uvedení platformy K v roce 1981.
Přestavěná náprava s torzní tyčí, uvedená v roce 1976 u vozu Dodge Aspen, zahájila příčnou montáž tyčí (možná podle osobního vozu Volkswagen T3) a vyráběla se do roku 1989 (do zavedení platformy M). Lehké užitkové vozy Dodge jsou však stále vyráběny s torzními tyčemi na přední nápravě.
Automobilka General Motors používá torzní tyče od roku 1966, počínaje platformou E (Oldsmobile Toronado, Cadillac Eldorado), pick-upy s pohonem všech kol S-10, a od roku 1988 ve vozech sérií GMT400, GMT800, a GMT900.

### Náprava s vlečenými rameny a torzní tyčí
Některé automobily s pohonem předních kol používají jiný typ nápravy s torzní tyčí - jde o nápravu s vlečenými rameny a s torzní tyčí mezi těmito rameny. Zde jsou zadní kola montována na konci vlečených ramen, která jsou vzájemně spojena torzní tyčí. Tato tyč vymezuje kola v bočním směru a současně působí jako stabilizátor. Výhodou je levná výroba a montáž, a také malé nároky na prostor (což znamená více místa pro cestující, náklad a komponenty vozidla).
Protože torzní tyč funguje v příčné rovině, nikoli svisle, nelze nastavovat světlou výšku a toto řešení trpí, do určité míry, podobnými omezeními z hlediska ovladatelnosti jako jiné nápravy s pevnou osou. Ovšem tato omezení nemusí být v provozu patrná, vzhledem k trendu směřujícímu k tvrdšímu, sportovnějšímu naladění podvozku s kratší dráhou pohybu kol. Tento druh nápravy byl poprvé použit u vozu Volkswagen Golf na začátku 70. let a zůstal často používaným u malých vozů a minivanů.

## Vlastnosti
Hlavní výhodou nápravy s torzní tyčí je odolnost, snadná nastavitelnost světlé výšky, např. pro kompenzaci těžšího či lehčího pohonného ústrojí, a malý profil podél šířky vozidla. Ubere méně prostoru z interiéru vozidla než vinuté pružiny. Hlavní nevýhodou oproti vinutým pružinám je, že torzní tyč obvykle neumožňuje progresivní odpružení, což nutí konstruktéry dělat kompromisy mezi jízdními vlastnostmi a ovladateností vozidla. Torzní tyče s progresivní charakteristikou existují, ale na úkor odolnosti, protože mají tendenci praskat v místě, kde se mění průměr tyče.
U většiny systémů s torzní tyčí, zvláště u firmy Chrysler, lze světlou výšku (a tedy mnoho dalších vlastností) snadno nastavovat pomocí šroubů, které spojují torzní tyč se závěsem kola.
Některá vozidla používají torzní tyče pro zajištění automatického nastavování světlé výšky pomocí elektromotoru. Tím lze zajistit lepší reakci na zátěž a v některých případech (v závislosti na tom, jak rychle elektromotor pracuje) též reakci na stav vozovky. Výškově stavitelná náprava byla využita pro zavedení režimu pro výměnu kola, kdy se vozidlo nadzvedne na třech kolech a zbývající kolo se zvedne nad zem bez pomoci zvedáku.

## Možné problémy
Protože lze světlou výšku vozidla měnit otáčením šroubu na páce nápravy, natočení páky příliš daleko může ohnout stavěcí šroub, a co je horší, posunout píst tlumiče pérování mimo jeho standardní pracovní dráhu. Přetažení torzní tyče může také způsobit, že se náprava dostává předčasně na doraz a vede to k nepohodlné jízdě. Sady pák z druhovýroby používají k zabránění přetažení šrouby se zarážkou, stejně jako pomocné prvky pro správnou dráhu pístu tlumiče.